# Vögelsen
Vögelsen település Németországban, azon belül Alsó-Szászország tartományban. Lakosainak száma 2472 fő (2023. december 31.).

## Népesség
A település népességének változása:
| Lakosok száma | 2325 | 2339 | 2293 | 2455 | 2485 | 2472 |
|               | 2016 | 2017 | 2019 | 2021 | 2022 | 2023 |